# Dni Równości i Tolerancji
Dni Równości i Tolerancji – cykl wydarzeń odbywający się corocznie od 2004 roku w Poznaniu, poruszający temat grup mniejszościowych, tolerancji, równości i dyskryminacji. Dni Równości i Tolerancji odbywają się w listopadzie, w związku z dniem 16 listopada, czyli Międzynarodowym Dniem Równości i Tolerancji UNESCO. Wydarzenie ma co roku inny program, jedynym stałym elementem jest Marsz Równości.
W latach 2004–2009 Dni Równości i Tolerancji organizował Komitet Organizacyjny Dni Równości i Tolerancji. Od roku 2010 zajmuje się tym Stowarzyszenie Dni Równości i Tolerancji, zarejestrowane dnia 23 kwietnia 2010 roku.

## Historia

### 2004
(17–21 listopada) Hasło przewodnie: Różni, ale równi
W dniach 17–21 listopada odbyły się pierwsze Dni Tolerancji i Równości w Poznaniu, zorganizowane z okazji Międzynarodowego Dnia Tolerancji (16.11) przez Komitet Organizacyjny, w skład którego weszły Stowarzyszenie Kobiet Konsola, Stowarzyszenie Lambda Poznań, Zieloni 2004, Nowa Lewica. Głównym wydarzeniem był Marsz Równości, który spotkał się z kontrmanifestacją i zdołał przejść tylko ok. 100-200 metrów, po czym został zawrócony przez policję do punktu wyjścia, gdzie przeobraził się w stacjonarną pikietę. Po Marszu zaaresztowano 10 chuliganów, zniszczyli oni radiowóz i samochód TVP, pobili też dwóch dziennikarzy.
W ramach Dni Równości odbyła się także m.in. konferencja „Demokracja w Polsce a problem mniejszości”.

### 2005
(16–24 listopada)
Wydarzenia w ramach Dni:
- Wystawa pokonkursowa plakatu antydyskryminacyjnego „Różni, ale równi” (konkurs zorganizowany przez Sekretariat Pełnomocnika Rządu ds. Równego Statusu Kobiet i Mężczyzn”)
- Projekcje filmowe m.in. „Tolerancja” (film o Marszu Równości w Poznaniu w 2004), oraz filmy „Biała Synagoga” i „Święto Sukot”
- Promocja książki „Coming out. Ujawnienie orientacji seksualnej – zaproszenie do dialogu”, dyskusja z udziałem Anny Zawadzkiej (wydawczyni książki), prowadzenie: Agata Teutsch
- Konferencja: „Demokracja czy dyktatura większości?” Program:

1. Rasizm i ksenofobia w Polsce, Wiktor Marszałek (Stowarzyszenie „Nigdy Więcej”)
2. Solidarność społeczna. Problemy, których nie dostrzegamy: obojętność wobec problemów ludzi niepełnosprawnych, chorych, starszych, bezdomnych. W panelu udział wzięli: prof. Krzysztof Podemski (socjolog, UAM), Ewa Wójciak (Teatr Ósmego Dnia, autorka projektu „Społeczeństwo Alternatywne”), dr Edyta Zierkiewicz (redaktorka książki „Starsze kobiety w kulturze i społeczeństwie”), prowadzenie: Lech Mergler
3. Równi wobec prawa (m.in. o sprawach związanych z dyskryminowaniem osób homoseksualnych), Yga Kostrzewa (Nasza sprawa)
4. Marsze i Parady Równości jako niezgoda na dyskryminację. W panelu udział wezmą: Agnieszka Kozłowska (Stowarzyszenie Kobiet Konsola), Yga Kostrzewa (Stowarzyszenie Lambda Warszawa), Tomasz Szypuła (Kampania Przeciw Homofobii), Błażej Warkocki (redaktor książki „Homofobia po polsku”), prowadzenie: Izabela Kowalczyk
- Impreza benefitowa, m.in. pierwszy w Poznaniu koncert feministycznego zespołu hiphopowego Duldung. Cały dochód z imprezy przeznaczony został na pokrycie kosztów sądowych związanych z „Naszą Sprawą”.
- Warsztat „Czy 3% mniejszości narodowych to dużo?” Prowadzenie: Iza Czerniejewska (Jeden Świat[6])
- Marsz Równości

Marsz Równości w roku 2005 został zakazany przez Prezydenta Miasta Poznania Ryszarda Grobelnego, w związku z tą decyzją Komitet Organizacyjny wydał specjalne oświadczenie. Marsz Równości odbył się, jednak został zablokowany. Marsz z roku 2005 był szeroko dyskutowany w mediach lokalnych i ogólnopolskich. Po Marszu w Poznaniu, w niektórych miastach Polski zostały zorganizowane marsze poparcia pod hasłem: Reaktywacja demokracji. Marsz Równości idzie dalej.
Decyzja Wojewody Wielkopolskiego o zakazie marszu została zaskarżona do Naczelnego Sądu Administracyjnego, który decyzję uchylił.

### 2006
(10–18 listopada)
Hasło przewodnie Dni w tym roku brzmiało: „Solidarnie przeciw dyskryminacji”, co miało dać wyraz temu, że organizatorzy i organizatorki, reprezentujący różne środowiska, w tym feministyczne, anarchistyczne, ekologiczne, LGBT oraz ludzi kultury wspólnie podejmuje działania na rzecz równości wszystkich ludzi bez względu na płeć, pochodzenie etniczne i narodowe, wyznanie, pochodzenie społeczne i środowisko, wykształcenie, orientację seksualną, niepełnosprawność i stan zdrowia, zamożność albo biedę, kulturę, obyczaje, miejsce zamieszkania, wiek itd.
Wydarzenia w ramach Dni:
- Dyskusja „Co łączy Marsz Równości z 8 marca i 1 maja?”
- Warsztat na temat praw człowieka, demokracji i mniejszości
- Wystawa Tiszert dla Wolności Tour[12] (Wydział Nauk Społecznych UAM w Poznaniu)
- Warsztat „Poznaj swoje Prawa! ABC demonstrantów i demonstrantek” oraz spotkanie robocze marszowej grupy wsparcia
- Marsz Równości – wzbudził liczne kontrowersje i protesty z powodu miejsca rozpoczęcia manifestacji, czyli pl. Adama Mickiewicza, zwanego potocznie placem dwóch krzyży, ze względu na umiejscowienie tam Pomnika Ofiar Czerwca 1956[13]. Mimo protestów Komitet Organizacyjny postanowił rozpocząć Marsz w zaplanowanym wcześniej miejscu. W tym roku Marsz Równości po raz pierwszy pokonał całą zaplanowaną trasę[14].

### 2007
(8–17 listopada)
Wydarzenia w ramach Dni:
- Projekcja filmowe z tłumaczeniem na język migowy, m.in.: „Nienormalni” (reż. J. Bławut, Polska, 1990)
- Wystawa prac artystów niepełnosprawnych z Poznania
- „Osoby starsze w kulturze – szanse i problemy” – wykład poprowadziła doktorantka Uniwersytetu Wrocławskiego, Magdalena Wnuk. Wykładowi towarzyszyła wystawa prac podopiecznych Domu Pomocy Społecznej w Poznaniu
- „Tęczowa kultura kontra tęczowa polityka” – wykład poprowadził Bill Schiller z ILGCN[15] Europe
- Marsz Równości – według różnych źródeł wzięło w nim udział około 200[16] – 300[17] uczestników. Według opinii poznańskiej policji Marsz przebiegł spokojnie, bez żadnych incydentów[18]. Podczas Marszu obecni byli obserwatorzy z biura Rzecznika Praw Obywatelskich, którzy po Marszu wydali oficjalną notatkę[17].

Podczas Marszu Równości Komitet Organizacyjny Dni Równości i Tolerancji otrzymał nagrodę „Grizzly Bear” – jest to nagroda ILGCN za pionierskie wysiłki na rzecz kultury gejowskiej i solidarność w obliczu homofobii. Nagrodę wręczył przedstawicielom komitetu Bill Schiller, szef ILGCN.

### 2008
(10–16 listopada)
Wydarzenia w ramach Dni:
- Warsztat antydyskryminacyjny, prowadzenie: Anna Kamińska ze Stowarzyszenia Inicjatyw Niezależnych Mikuszewo
- Wystawa „Pocztówkowy Kalendarz Praw Człowieka”
- Projekcje filmowe
- Okrągły Stół, spotkanie roszczeniowe osób głuchoniemych wobec władz i instytucji z udziałem przedstawicieli Urzędu Miasta, Kuratorium, Rady Miasta, Mediów, Zarządu Dróg Miejskich
- Monodram „Brzuch”
- Dyskryminacja osób ze względu na nadwagę, wykład połączony z pokazem zdjęć
- Poznań stolicą tolerancji? Debata Polityczna
- Warsztat „Jak rozmawiać z młodzieżą o bezpieczniejszym seksie” – prowadzenie Monika Nowak oraz Leszek Uliasz (KPH)
- Rozmowa z Anką Zet (wyd. Kiedy kobieta kocha kobietę) i Ewą Schilling (aut. Głupiec, Korzenie wiatru) o publikacjach dla lesbijek i o lesbijkach – prowadzenie dr. Błażej Warkocki i Paulina Szkudlarek
- „Lęk przed obcym – wampiryzm wyobraźni” – wykład i dyskusja, prowadzenie: Rafał Nawrocki
- Prezentacja programu walki z dyskryminacją, jaki wprowadzili na swoich uczelniach studenci w Szwecji
- (Nie)zapomniana historia LGBT – spotkanie warsztatowe w ramach projektu wydania publikacji o obecności lesbijek, biseksualistek, osób trans i queer w polskiej historii. Prowadzenie: Agnieszka Weseli i Ewa Górska
- Dyskusja o problemie dyskryminacji, goście: Adam Ostolski, UW, przedstawiciel UNESCO oraz przedstawiciel rzecznika praw obywatelskich
- „Barbie Girls” – Kabaret Lesbijski, Drag King show: DK Morfeusz
- „Len” – projekcja bajki Ch. H. Andersena dla dzieci głuchoniemych
- Warsztaty integracyjne z elementami teatru dla młodzieży słyszącej i niesłyszącej, prowadzenie: Grażyna Wydrowska
- Marsz Równości

### 2009
(10–15 listopada) Hasło przewodnie: Poznań knows how to be tolerant. Poznań wie jak być tolerancyjny*
Wydarzenia w ramach Dni:
- III edycja Festiwalu Filmów Queer A Million Different Loves
- Żywa Biblioteka
- Warsztaty języka migowego (prowadzenie: Paulina Wujewska) Wyższa Szkoła Nauk Humanistycznych i Dziennikarstwa
- Otwarte Warsztaty Drag Queens oraz impreza Drag Queens
- Zamknięty warsztat Dariusza Paczkowskiego „Graffiti w kolorach tolerancji”
- Debata: „Czy lewica jest sojusznikiem LGBT?” W Panelu wzięli udział: prof. Maria Szyszkowska, Edward Pasewicz – działacz KPH Poznań, Rafał Majka – MS/PPs, Przedstawiciele i Przedstawicielki SLD i SDPL
- Kabaret Lesbijski „Barbie Girls” oraz występ Drag Kings z grupy „DaBoyz”
- Happening „Niewidoczni”. W różnych punktach Poznania grupa 3Fala.art.pl (Dariusz Paczkowski i Magda Szewciów), wspólnie z zaproszonymi osobami niewidomymi z Polskiego Związku Niewidomych, instalowali tabliczki informacyjne wypisane alfabetem Braille’a. Krótkie słowa czytelne jedynie dla Niewidomych, znajdują się w kilku punktach między Centrum Kultury Zamek a Galerią Miejską Arsenał. Jest to kontynuacja projektu realizowanego już w Bielsku-Białej i Krakowie (Galeria Starmach)[21].
- Debata „Modele związków jednopłciowych w Europie”. Goście: Yga Kostrzewa (Lambda Warszawa), Krystian Legierski (Zieloni 2004), Mariusz Kurc (Kampania Przeciw Homofobii, dwumiesięcznik społeczno-polityczny Replika), Tomasz Szypuła (Kampania Przeciw Homofobii)
- Spotkanie na temat problematyki HIV/AIDS.

W spotkaniu udział wzięli: Anna Kurkowiak – lekarka, doradczyni w Punkcie Konsultacyjno-Diagnostycznym HIV w Poznaniu. Robert Piotr Łukasik – prezes i założyciel Zjednoczenia na Rzecz Żyjących z HIV/AIDS „Pozytywni w Tęczy”. Trener, edukator seksualny, streetworker i partyworker. Wielokrotnie nominowany i nagradzany za działalność w ochronie praw człowieka oraz za zasługi na rzecz osób żyjących z HIV/AIDS oraz Paweł Kalinowski – lekarz, lider profilaktyki HIV/AIDS w środowisku MSM, Szef Biura Zjednoczenia na Rzecz Żyjących z HIV/AIDS „Pozytywni w Tęczy”, certyfikowany szkoleniowiec z zakresu profilaktyki HIV/AIDS i STI.
- Marsz Równości – wzięło w nim udział 300-350 uczestników –[22]

### 2010
(8–20 listopada) Hasło przewodnie: Równe prawa to nie przywileje
Wydarzenia w ramach Dni:
- Wystawa Berlin-Yogyakarta
- Przegląd Filmów LGBT
- Happening Poznań bez barier? oraz pokaz filmu „Modelki– miasto bez barier” i dyskusja na temat sytuacji osób niepełnosprawnych w Poznaniu. Dyskusję poprowadziła Fundacja IBRAS.
- Dozwolone od lat czterdziestu – zajęcia dla seniorów i seniorek
- Otwarcie wystawy Przeciwdziałaj dyskryminacji – to nie jest trudne!oraz pokaz filmu Shortbus
- Warsztaty Braille'a
- Warsztaty „Savoir vivre wobec osób niepełnosprawnych”
- Żywa Biblioteka
- I Poznański turniej kobiecej piłki nożnej Pyra Open
- Spotkanie z prof. Romanem Wieruszewskim z Poznańskiego Centrum Praw Człowieka Instytutu Nauk Prawnych Polskiej Akademii Nauk oraz Katarzyną Remin z Kampanii Przeciw Homofobii.
- Spektakl Orlando. Pułapka? SEN
- Marsz Równości